# The Man Who Wouldn't Talk
The Man Who Wouldn't Talk (bra: Lábios Selados) é um filme de mistério dos Estados Unidos dirigido por David Burton e lançado em 1940, com atuação de Lloyd Nolan. 
Trata-se uma refilmagem de The Valiant (1929), estrelado por Paul Muni.